# Антоніо Гутьєррес де ла Фуенте
Антоніо Гутьєррес де ла Фуенте (ісп. Antonio Gutiérrez de la Fuente; 8 вересня 1796 — 14 березня 1878) — перуанський політик, військовий. З червня до вересня 1829 року був президентом Перу.

## Біографія
Антоніо Гутьєррес де ла Фуенте Народився в Перу в провінції Тарапака (зараз Чилі) у родині іспанця Луїса Гутьєррес-де-Отеро-і-Мартінес-дель-Кампо. Почав військову службу з 1813 року в іспанській армії. У 1817 році був захоплений військами Сан-Мартіна і відправлений на окраїну Буенос-Айреса. Після звільнення брав активну участь у русі за повалення президента Хосе де ла Мара, призначався віцепрезидентом.
Брав участь у поваленні президента Хосе де ла Мара, після чого з 7 червня 1829 по 1 вересня 1829 був президентом Перу до приходу до влади Августіна Гамарри.
Брав участь у громадянській війні 1834, у війні проти перуансько-болівійської конфедерації, в роки анархії (1842—1843) призначався головнокомандувачем і військовим міністром.
Двічі був мером Ліми (1864—1866 та 1868—1869) та сенатором Тарапака (1872—1878). Помер у Лімі у 1878 році.